# 西鄧迪 (伊利諾伊州)
西鄧迪（英語：West Dundee）是位於美國伊利諾伊州凱恩縣的一個村落。

## 地理
西鄧迪的座標為42°05′43″N 88°17′09″W / 42.09528°N 88.28583°W，而該地最高點為海拔高度232米（即761英尺）。

## 人口
根據2010年美國人口普查的數據，西鄧迪的面積為9.91平方千米，當中陸地面積為9.65平方千米，而水域面積為0.26平方千米。當地共有人口7331人，而人口密度為每平方千米739人。